# Avtogeni trening
Avtogeni trening je sprostitvena tehnika, ki jo je razvil in leta 1932 objavil nemški psihiater Johannes Heinrich Schultz. Tehnika vključuje vsakodnevno izvajanje seans, ki trajajo okrog 15 minut, običajno zjutraj, opoldne in zvečer. Med vsako seanso izvajalec ponovi skupek vizualizacij, ki sprožijo stanje sproščenosti. Avtogeni trening je pravzaprav preprosta oblika samohipnoze, v kateri sami postavimo jasen cilj ali nalogo. Vključuje smiselno zaporedje vaj za umiritev duha, ki postopoma privede do vedno globlje samohipnoze. Vaje se po navadi izvajajo v sklopu.

## Zgodovina
Začetnik avtogenega treninga je bil nemški nevrolog in psihiater profesor Johannes Heinrich Schultz (1884 - 1970). Sprva se je intenzivno ukvarjal s hipnozo in ustanovil Inštitut za hipnoterapijo v Breslauu. Proučeval je, kaj se dogaja v človekovem telesu med hipnozo. Na podlagi pričevanj hipnotiziranih oseb je ugotovil, da postanejo zelo težke in da jih preplavi prijeten občutek toplote. Sklepal je, da je občutek teže povezan s sproščanjem mišic, toplota pa z razširitvijo krvnih žil in torej boljšo prekrvavitvijo. Ugotovil je tudi, da lahko bolnik z izvajanjem določenih vaj sam preide v stanje globoke, transu podobne sprostitve in tako spodbudi sposobnost telesa za samopomoč.

## Opis
Za učinkovitost vadbe je pomemben pravilen položaj telesa.
Primeri položajev so:
- kočijaževa drža po J. H. Schultzu
- dedkov naslanjač
- ležeči položaj

Trening je sestavljen iz različnih vaj:
- vaja težkost - toplost za roke oz. za celotno telo
- dihalna vaja
- vaja za srčni utrip
- vaja za sproščanje srca
- vaja za predel trebuha
- vaja za čelo in glavo
- različne avtosugestije

Za vse vaje je značilno ponavljanje skrajšanih namenskih gesel v mislih (npr. pri vaji težkost - toplost: mirno - težko - roke in noge tople)

## Odpravljanje oziroma preprečevanje telesnih in psihičnih težav
Vplival naj bi na avtonomno živčevje, ki se deli na simpatično in parasimpatično. Oba sta tesno povezana z imunskim sistemom. Parasimpatično živčevje je med drugim odgovorno za obnovo in sproščanje telesa. Simpatično živčevje pa uravnava izločanje adrenalina in noradrenalina v kri, kar povzroči večjo koncentracijo in zbranost. Mišice se napnejo, pospešita se srčni utrip in hitrost dihanja, delovanje prebavil se upočasni, občutki lakote in žeje se začasno izklopijo.
Poleg splošnih vaj, obstajajo še specifične oz. namenske vaje za premagovanje telesnih in psihičnih težav.
Pomoč pri premagovanju in preprečevanju telesnih težav:
- alergije (seneni nahod, alergijska astma, kožne alergije)
- tesnoba in strah
- depresija
- glavoboli in migrene
- želodčno-črevesne težave
- predmenstrualni sindrom
- kajenje
- motnje spanja
- bolečina

Pomoč pri vzpostavitvi notranjega ravnovesja:
- premagovanje stresa
- izboljšanje zbranosti
- odpravljanje težav z učenjem in delovno učinkovitostjo
- ustvarjalnost
- krepitev samozavesti